# إساءة معاملة الأطفال في كرة القدم
|  | يجري الآن نقاش حول نقل صفحة إساءة معاملة الأطفال في كرة القدم إلى إيذاء الأطفال في كرة القدم. جار التوصل إلى اتفاق بشأن النقل في صفحة طلبات النقل. |

تشير إساءة معاملة الأطفال في كرة القدم إلى الحالات التي يتعرض فيها الأطفال المشاركون في كرة القدم، سواء كلاعبين أو في أدوار أخرى، لأشكال مختلفة من الإساءة، بما في ذلك الإساءة البدنية والعاطفية والإساءة الجنسية.
أُبْلِغَ عن إساءة معاملة الأطفال في كرة القدم في دول مختلفة وشملت المستويات الهواة والمحترفين في الرياضة. يمكن أن تحدث الإساءة داخل الأندية الرياضية أو الأكاديميات أو منظمات كرة القدم الأخرى، وقد تشمل المدربين أو أعضاء الطاقم أو أفراد آخرين في مواقع السلطة. وقد جلبت العديد من الحالات البارزة الانتباه إلى هذه القضية وأدت إلى تحقيقات وإجراءات قانونية ودعوات لتحسين تدابير الحماية داخل كرة القدم.
قامت الهيئات الحاكمة لكرة القدم، مثل الفيفا والاتحادات الوطنية لكرة القدم، بتنفيذ تدابير مختلفة لحماية المشاركين الشباب. تشمل هذه التدابير تحسين الفحوصات الخلفية للمدربين والموظفين، وإقامة مدونات سلوك واضحة وآليات للإبلاغ، وتدريب إلزامي على الحماية لأولئك المشاركين في كرة القدم للشباب. بالإضافة إلى ذلك، أُجريت تحقيقات مستقلة لكشف مدى إساءة معاملة الأطفال في كرة القدم وقُدِّمت توصيات لتحسين ممارسات الحماية.

## نظرة عامة

### التعريف
تشير إساءة معاملة الأطفال في كرة القدم إلى الحالات التي يتعرض فيها الأطفال المشاركون في كرة القدم، سواء كلاعبين أو في أدوار أخرى، لأشكال مختلفة من الإساءة، بما في ذلك الإساءة البدنية والعاطفية والإساءة الجنسية.
تشير إساءة معاملة الأطفال إلى الإساءة البدنية أو الجنسية و/أو المعاملة النفسية أو إهمال طفل أو عدة أطفال، خصوصًا من طرف أحد الوالدين أو مقدمي الرعاية. قد تشمل أي فعل أو خطأ في التصرف من طرف مقدم الرعاية أو الوالد الذي يؤدي إلى ضرر، فعلي أو محتمل، للطفل ويمكن أن يحدث ذلك في منزل الطفل أو المنظمات أو المدارس أو المجتمع. يمكن أن تأخذ إساءة معاملة الأطفال أشكالًا متنوعة، بما في ذلك الإساءة البدنية والإساءة الجنسية والإساءة العاطفية والإهمال.
لدى مختلف المهنيين والمجموعات الاجتماعية والثقافية وحتى الفترات الزمنية المختلفة تعريفات متباينة لما يشكل إساءة معاملة الأطفال. غالبًا ما تُستخدم إساءة المعاملة والإيذاء بشكل متبادل، ويمكن أن تكون إساءة معاملة الأطفال مصطلحًا شاملًا يغطي جميع أشكال إساءة المعاملة والإهمال.:11 يعتمد تعريف إساءة معاملة الأطفال على القيم الثقافية المتعلقة بالأطفال، ونمو الطفل، وتربية الأبناء. يمكن أن تختلف تعريفات إساءة معاملة الأطفال بين مختلف قطاعات المجتمع التي تتعامل مع هذه القضية، مثل وكالات حماية الطفل والمجتمعات القانونية والطبية والمسؤولين عن الصحة العامة والباحثين والممارسين والمدافعين عن حقوق الطفل.
تشير الإساءة عادةً إلى الأفعال المتعمدة، بينما يشير الإهمال إلى الأفعال غير المنفذة. تشمل إساءة معاملة الأطفال كلاً من أفعال الإيذاء وأفعال الإهمال من قبل الوالدين أو مقدمي الرعاية التي تسبب ضررًا فعليًا أو مهددًا للطفل. يعتبر بعض المهنيين الصحيين والكتاب الإهمال جزءًا من تعريف الإساءة، بينما لا يعتبره الآخرون. تشمل الآثار المتأخرة لإساءة معاملة الأطفال والإهمال، خاصة الإهمال العاطفي، وتنوع الأفعال التي توصف كإساءة للأطفال أيضًا عوامل مهمة.
تُعرِّف منظمة الصحة العالمية إساءة معاملة الأطفال وإساءة المعاملة بأنها "جميع أشكال سوء المعاملة البدنية و/أو العاطفية، والإساءة الجنسية، والإهمال أو المعالجة المهملة أو الاستغلال التجاري أو غيره، مما يؤدي إلى ضرر فعلي أو محتمل لصحة الطفل وبقائه ونموه وكرامته في سياق علاقة ذلك بالمسؤولية والثقة أو السلطة". وفقًا لمنظمة الصحة العالمية، يشمل العنف ضد الأطفال أنواعًا مختلفة من العنف الموجه نحو الأفراد دون سن الثامنة عشرة، بغض النظر عما إذا كان ذلك ناتجًا عن الوالدين أو مقدمي الرعاية أو الأقران أو الشركاء المقربين أو أفراد غير معروفين للطفل.

### الإحصائيات

#### نقص البيانات
عمومًا، لا توجد إحصائيات حول إساءة معاملة الأطفال في معظم الدول غير الأوروبية، بما في ذلك الإمارات العربية المتحدة. والعراق. ويعود ذلك في بعض الحالات إلى عدم وجود تعريف واضح لإساءة معاملة الأطفال. على سبيل المثال:
- لا يوجد تعريف صريح لإساءة معاملة الأطفال في القانون الصيني. القوانين الحالية، مثل قانون حماية القاصرين والقانون الجنائي، لا تحتوي على مواد محددة تتعلق بإساءة معاملة الأطفال. تشير الإحصائيات إلى أن عددًا كبيرًا من الأطفال الصينيين قد تعرضوا لأشكال مختلفة من الإساءة، بما في ذلك الإساءة الجسدية، والإساءة النفسية، والإساءة الجنسية، والإهمال.[19]
- رفع قانون الطفل السوداني لعام 2010 من العقوبة على التحرش بالأطفال التي قد تصل إلى 15 عامًا سجنًا، لكنه جرم الإساءة الجنسية دون تعريفها، وعادة ما يُؤخذ التعريف من القانون الجنائي.[20]
- لا تمتلك الإمارات العربية المتحدة جريمة جنائية محددة تُسمى "إساءة معاملة الأطفال"، بل تستخدم المصطلح كوصف شامل لمجموعة من الأنشطة التي قد تمثل أو لا تمثل جرائم.[21]
- ينص القانون الجنائي التونسي على عقوبة للتحرش بالأطفال، وتتراوح العقوبة بين سنتين إلى 12 سنة سجنًا إذا ارتكبها شخص له سلطة على الضحية.[22] وأشارت المحامية التونسية سابرين وسلاتي، في مقابلة مع موقع الحرة، إلى أنه "للأسف، هناك نصوص تعاقب على التحرش الجنسي عمومًا وعلى الأطفال خصوصًا، ولكن لا يوجد قانون محدد للجرائم الجنسية ضد القاصرين".[22]

بالإضافة إلى ذلك، فإن الخوف من العار والوصمة الاجتماعية غالبًا ما يمثل عائقًا كبيرًا أمام الأطفال والعائلات عندما يتعلق الأمر بالإبلاغ عن إساءة المعاملة. قد يشعر ضحايا إساءة المعاملة، وخاصة الإساءة الجنسية، بالشعور بالعار وتوقع الوصمة، مما يؤدي إلى عدم الكشف عن الإساءة وتجنب طلب المساعدة. يأتي هذا الخوف من عوامل متعددة، بما في ذلك المواقف الاجتماعية والمعايير الثقافية والمخاوف بشأن السمعة الشخصية والعائلية. يمكن أن يكون توقع العار والوصمة أكثر وضوحًا في بعض المجتمعات أو السياقات الثقافية حيث يعتبر من المحرمات مناقشة مواضيع حساسة مثل إساءة معاملة الأطفال أو حيث يوجد نقص في الوعي والفهم حول هذه القضية. أيضًا، فإن الخوف من تدمير شرف العائلة غالبًا ما يمنع الأطفال من الحديث عن الإساءة الجنسية، مما يزيد من تفاقم مشكلة الإبلاغ عن الإساءة. كما أن الخوف من العار والعديد من العوامل الأخرى تمنع عددًا غير معروف من الضحايا وعائلاتهم من تلقي العلاج أو السعي للحصول عليه.

#### البيانات المتاحة
في أوروبا، أظهرت دراسة أجرتها جامعة إدج هيل وجامعة ووبيرتال في ست دول أوروبية، هي النمسا، ومنطقة والونيا في بلجيكا، وألمانيا، ورومانيا، وإسبانيا، والمملكة المتحدة، وشملت أكثر من 10,000 شخص، أن ثلاثة أرباع الأطفال قد واجهوا إساءة في الرياضة، حيث كان الأولاد أكثر عرضة من الفتيات. سلطت الأبحاث، الممولة من الاتحاد الأوروبي، الضوء على أن الإساءة شائعة في الرياضات غير المدرسية وكانت نفسية، مثل عدم الاعتراف والمعاملة المهينة. أفاد حوالي 64% من المشاركين بتجربتهم للإساءة النفسية، بينما واجه 44% العنف الجسدي. أكد مايك هارتيل، المؤلف الرئيسي للتقرير من جامعة إدج هيل، أن النتائج تشير إلى جهود غير كافية من قبل الهيئات الرياضية في أوروبا لحماية الأطفال ويدعو إلى اتخاذ إجراءات أكبر تتجاوز مجرد تطوير السياسات.
ركزت الدراسة على الأفراد الذين تتراوح أعمارهم بين 18 و30 عامًا والذين شاركوا في الرياضة قبل سن 18، مع أعلى معدل للإساءة لوحظ بين أولئك الذين تنافسوا دوليًا، حيث أفاد 84% بتعرضهم لشكل من أشكال الإساءة. شدد هارتيل على الضرر المحتمل الناتج عن حرمان الأطفال من الاعتراف ودوره المحتمل في التهيئة لأشكال أكثر خطورة من الإساءة. تفاوت انتشار الإساءة عبر البلدان، حيث كانت بلجيكا الأعلى بنسبة 80% والنمسا الأدنى بنسبة 70%. ومن الجدير بالذكر أنه باستثناء النمسا، في جميع البلدان التي مُسِحَت، كان هناك زيادة ملحوظة في احتمال تعرض الأولاد للعنف مقارنة بالمجموعات الأخرى.
بالإضافة إلى ذلك، أُبْلِغَ عن حالات التحرش الجنسي بين الرياضيات الإناث في اليونان، حيث أفادت حوالي 32% من الرياضيات بتجاربهن في التحرش الجنسي من رياضيين ذكور، بينما أفادت 16% بتعرضهن لمثل هذه الحوادث مع مدربيهن.
في أفريقيا، تلقت لجنة الشباب والرياضة وقضايا الأطفال في الجمعية الوطنية الزامبية عريضة تدعو إلى تشديد القوانين المتعلقة بإساءة معاملة الأطفال. أظهرت دراسة زامبيا للعنف ضد الأطفال (VACS) لعام 2014، وهي دراسة وطنية تفحص تجارب العنف الجسدي والجنسي والعاطفي بين الأشخاص الذين تتراوح أعمارهم بين 13 و24 عامًا في زامبيا، أن اثنين من كل خمسة ذكور واثنين من كل ست إناث تعرضوا لإساءة معاملة الأطفال.